# 野市站

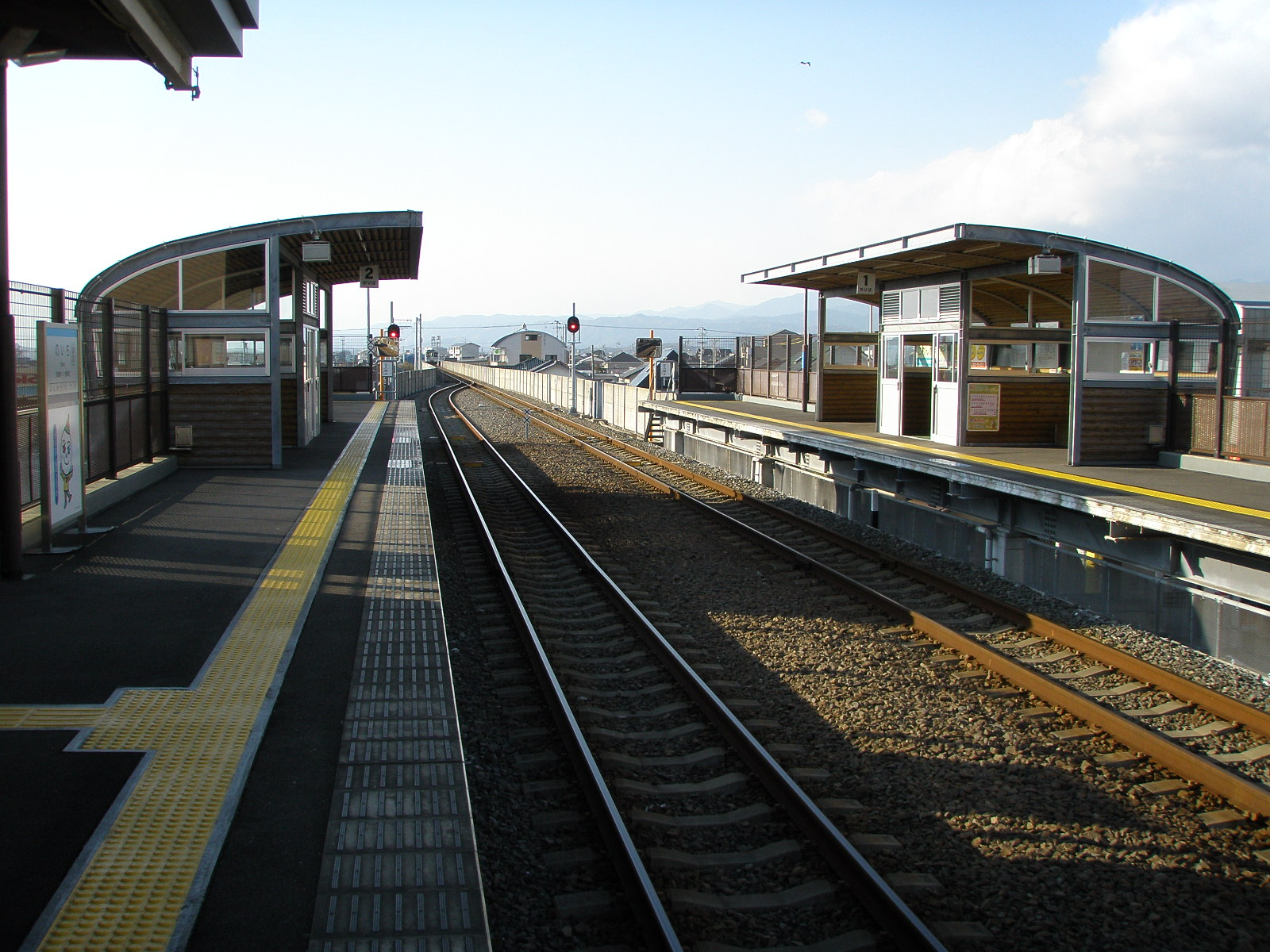
月台

野市站（日语：／ Noichi eki）是位於高知縣香南市野市町西野，土佐黑潮鐵道的後免·奈半利線車站。車站編號為GN37。為香南市代表車站。本站也是接駁至高知機場的轉車站，兩者相距只有五公里，車站外有專約的士前往機場。

## 車站構造

### 站房
與二樓月台連成一體的站房，地下為站於地面設有站房，現時由香南市觀光協會進駐，設有北口和西口，北口連接至交通運輸站及單車停泊場，但晚上時間會關閉；至於西口則整日開放。進站後，觀光協會的辦事處和服務窗口設於原來的站務室內，可以負責代售車票事宜，而服務窗口的右側亦設有一部簡易式售票機。
站房中央為候車大堂，設有多長木製候車長櫈、高知縣及香南市的旅遊資訊架，以及與月台層相通的天井及公共空間；服務窗口左方內為售賣土產及紀念品、租借單車服務台及開放式商店；男、女及傷殘人士的獨立式洗手間則位於辦公室對面。
本站採用開放式入閘措施，可以直通接通過候車大堂後，沿樓梯至中層後再分流往上、下行的月台，或利用西口兩側的升降機前往不同的月台。
而在早上和黃昏繁忙時間，後免站至野市站之間的一人控制列車會有車掌當值。

### 吉祥物
本站的吉祥物稱為「野市 叮咚人」。是以穿成小丑打扮的「叮咚人」（一種以前拿着小鑼與小型太鼓、身穿小丑貨的街頭音樂人，用來替店舖作宣傳或賣藝）為題，香南市每年都會舉辦「叮咚人技能賽」（ちんどんまんコンクール），因而得名。吉祥物設置於北口附近。

### 月台
設有2面2線的相對式月台。1號月台是上下行主本線，2號月台是上下行副本線和一線通過結構。在設備上，兩方向的列車可進出兩座月台，但現時則已制定月台方向。
| 月台 | 路線           | 上下行 | 方向                            |
| ---- | -------------- | ------ | ------------------------------- |
| 1    | ■後免·奈半利線 | 上行   | 赤岡、安藝、奈半利方向          |
| 2    | ■後免·奈半利線 | 下行   | 後免、經■JR土讚線直通至高知方向 |

## 歷史
- 2002年7月1日：車站啟用[4][5]。

## 使用人數
根據國土交通省「國土數值情報」，撇除與JR四國共用的車站，本站為土佐黑潮鐵道單獨營運車站中使用量最高的一個，甚至比中村線的主要車站中村站及境界站窪川站為多。以下為1日平均上下車人次：
| 乘降人員推算 | 乘降人員推算     |
| 年度         | 1日平均 乘降人次 |
| ------------ | ---------------- |
| 2011         | 1,265            |
| 2012         | 1,339            |
| 2013         | 1,346            |
| 2014         | 1,291            |
| 2015         | 1,316            |
| 2016         | 1,286            |
| 2017         | 1,312            |
| 2018         | 1,373            |
| 2019         | 1,389            |
| 2020         | 1,208            |
| 2021         | 1,257            |
| 2022         | 1,302            |

## 其他
此站在最後定名前的臨時站名，是採用漢字書寫的「野市站」（野市駅）。而過往土佐電氣鐵道安藝線在廢線前也在此附近設立了西野市站，位置大約是現時野市站與立田站之間。

## 相鄰車站
土佐黑潮鐵道
■後免·伊半利線
■快速A、■快速B
後免町（GN39）－野市（GN37）－赤岡（GN35）
■普通
立田（GN38）－野市（GN37）－吉川（GN36）

## 外部連結
- 土佐黑潮鐵道野市站
- Goto-Goto Web土佐黑潮鐵道野市站介紹 （页面存档备份，存于）